# Amadeu Colldeforns i Margalló
Amadeu Colldeforns i Margalló (Gràcia, 28 de gener de 1892 - Barcelona, 19 de juliol de 1936) va ser un polític català mort durant la Guerra Civil espanyola.

## Biografia
Amadeu Colldeforns era fill de Josep Colldeforns i Llobet i de Filomena Margalló i Tort. Quan tenia quinze anys va començar a treballar a l'agència marítima de Ricard Torrebadella com a traductor i intèrpret. Als vint-i-un anys va ser gerent de l'empresa. Havia passat amb unes notes excel·lents els exàmens com a traductor i intèrpret jurat d'alemany, anglès, francès i italià. Va estar influenciat per la Unió Catalanista i el seu president Domènec Martí i Julià. Va ser seguidor de Francesc Macià i va ser secretari general de les joventuts d'Estat Català.
Es va casar amb la seva consina, Aurora Colldeforns i Soler, nascuda a la ciutat argentina de Buenos Aires. No van tenir fills. Va ser un home de confiança del President de la Generalitat de Catalunya Francesc Macià i el 1927 va ser nomenat cònsol a Barcelona de Letònia. Letònia havia aconseguit la independència amb l'ajuda dels Aliats durant la Primera Guerra Mundial i molts catalanistes s'havien fixat en la història d'aquest país.
A les eleccions al Parlament de Catalunya de 1932 va ser elegit diputat al Parlament de Catalunya per Esquerra Republicana de Catalunya. Va formar part de les Comissions permanents de Presidència, de Treball i Assistència Social de Peticions i d'Economia.
El 19 de juliol, Amadeu Colldefons i el seu pare, van morir en els combats que hi va haver entre els militars colpistes i les forces lleials a la Segona República Espanyola per culpa dels trets procedents de la caserna de les Drassanes.
L'1 d'octubre de 1936 el Parlament de Catalunya li va retre un homenatge i un any més tard, el Parlament aprovà una llei de pensió a la seva vídua.